# Mieken Rieck

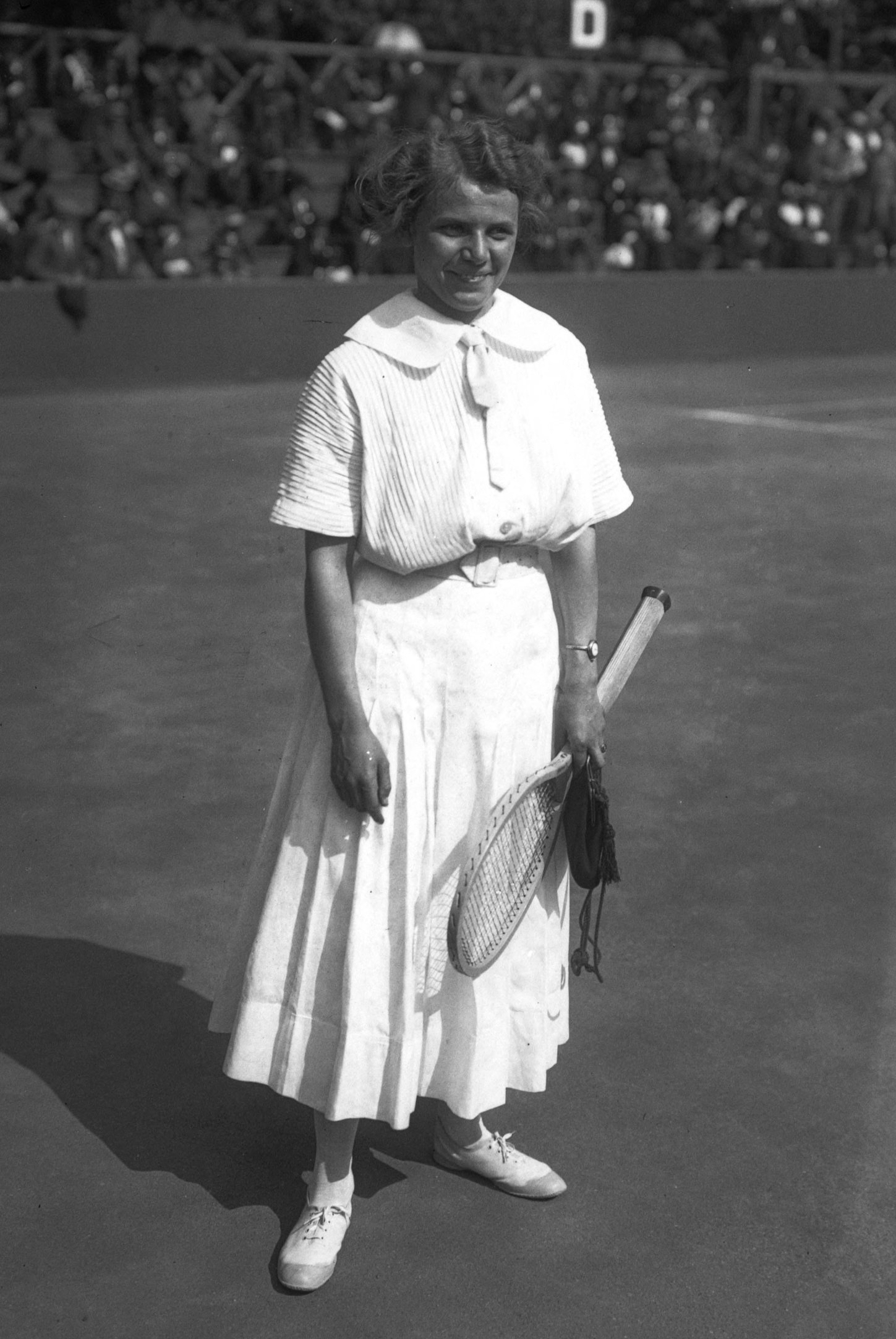
Mieke Rieck

Mieken Rieck (1892-1977) var en tysk tennisspelare som noterade sina största framgångar under 1910-talets första år.  
Mieken Rieck var tvåfaldig tysk mästare (1910, 1911). Hon tävlade också framgångsrikt internationellt. Säsongerna 1912 och 1913 deltog hon i de franska internationella tennismästerskapen (World Hard Court Championships) som spelades 1912-1923 på grusbanor i Paris, en turnering som 1925 gick upp i Franska mästerskapen. I den allra första mästerskapesturneringen 1912 nådde Mieck finalen, där hon mötte den franska ettan Marguerite Broquedis. Fransyskan vann mötet med 6-3, 0-6, 6-4. Året därpå, 1913, möttes de båda åter i final, denna gång vann Rieck med siffrorna 6-4, 3-6, 6-4. 

## Mästerskapstitlar
- World Hard Courts Championships
  - Singel - 1913